# Novîciîna, Brodî
Novîciîna (în ucraineană Новичина) este un sat în comuna Iaseniv din raionul Brodî, regiunea Liov, Ucraina.

## Demografie
Componența lingvistică a localității Novîciîna
     Ucraineană (100%)
Conform recensământului din 2001, toată populația localității Novîciîna era vorbitoare de ucraineană (100%).